# Lesbianismo político
O lesbianismo político é um fenômeno dentro do feminismo, principalmente segunda onda do feminismo e o feminismo radical; inclui, mas não se limita a, separatismo lésbico. O lesbianismo político afirma que a orientação sexual é uma escolha política e feminista, defendendo a lesbianidade como uma alternativa positiva à heterossexualidade para as mulheres como parte da luta contra o sexismo e o machismo.

## História
O lesbianismo político se originou no final dos anos 1960 entre as feministas radicais da segunda onda como uma forma de combater o sexismo e a heterossexualidade compulsória. Sheila Jeffreys ajudou a desenvolver o conceito quando coescreveu em 1981 "Love Your Enemy? The Debate Between Heterosexual Feminism and Political Lesbianism". Elas argumentaram que as mulheres deveriam abandonar o apoio à heterossexualidade e parar de dormir com homens, enquanto encorajavam mulheres a remover os homens "de suas camas e cabeças". Embora a ideia principal do lesbianismo político seja estar separada dos homens, isso não significa necessariamente que as lésbicas políticas devam dormir com mulheres; algumas escolhem ser celibatárias ou se identificam como assexuais. A definição do Leeds Revolutionary Feminist Group [en] de uma lésbica política é "uma mulher identificada como mulher que não transa com homens". Proclamaram os homens como inimigos e as mulheres que se relacionavam com eles como colaboradoras e cúmplices de sua própria opressão. O comportamento heterossexual é visto como a unidade básica da estrutura política do patriarcado, lésbicas que rejeitam o comportamento heterossexual, portanto, desafiam o sistema político estabelecido.
Ti-Grace Atkinson, uma feminista radical que ajudou a fundar o grupo The Feminists, é creditada com a frase que veio a personificar o movimento: 'Feminismo é a teoria; lesbianismo é a prática'.

## Separatismo lésbico
O feminismo separatista é uma forma de feminismo radical que sustenta que a oposição ao patriarcado é melhor feita focando exclusivamente em mulheres e meninas. Algumas feministas separatistas não acreditam que os homens possam fazer contribuições positivas ao movimento feminista e que mesmo homens bem-intencionados reproduzam a dinâmica do patriarcado.
Charlotte Bunch [en], uma das primeiras membras do The Furies Collective [en], percebia o feminismo separatista como uma estratégia, um período de "primeiro passo" ou retirada temporária do ativismo convencional para atingir objetivos específicos ou aumentar o crescimento pessoal. The Furies recomendam que as lésbicas separatistas se relacionem "apenas (com) mulheres que cortam seus laços com o privilégio masculino" e sugerem que "enquanto as mulheres ainda se beneficiarem da heterossexualidade, receberem seus privilégios e segurança, elas em algum momento terão que trair suas irmãs, especialmente irmãs lésbicas que não recebem esses benefícios".

## Construções sociais da sexualidade e crítica
Algumas teorias feministas sobre a sexualidade evitavam a fixação biológica e abraçavam a construção social como base da sexualidade. No entanto, esta ideia colocou mais questões sobre o tema da sexualidade e lesbianismo, e a sustentabilidade a longo prazo de uma sociedade puramente lésbica sem homens ou crianças. Se a sexualidade pudesse ser uma construção da natureza humana, pouco espaço seria dado para a compreensão da natureza da formação histórica da natureza humana, especialmente se a natureza histórica do homem ou da mulher aumentasse a heterossexualidade. A falta de clareza teórica sobre lesbianismo e sexualidade torna-se mais profunda à medida que a sexualidade é vista como muito mais do que uma escolha.